# Washington Wizards 2014-2015
La stagione 2014-15 dei Washington Wizards fu la 54ª nella NBA per la franchigia.
I Washington Wizards arrivarono secondi nella Southeast Division della Eastern Conference con un record di 46-36. Nei play-off vinsero al primo turno con i Toronto Raptors (4-0), perdendo poi la semifinale di conference con gli Atlanta Hawks (4-2).

## Scelta draft
| Giro | Chiamata | Giocatore       | Ruolo | Nazionalità | College/Club    |
| ---- | -------- | --------------- | ----- | ----------- | --------------- |
| 2    | 46       | Jordan Clarkson | PM    | Stati Uniti | Missouri Tigers |

## Roster
| N° | Naz.                   | Ruolo | Sportivo        | Anno | Alt. | Peso |
| -- | ---------------------- | ----- | --------------- | ---- | ---- | ---- |
| 1  | Stati Uniti (bandiera) | G     | Will Bynum      | 1983 | 183  | 84   |
| 1  | Stati Uniti (bandiera) | G     | Toure' Murry    | 1989 | 196  | 88   |
| 2  | Stati Uniti (bandiera) | G     | John Wall       | 1990 | 193  | 89   |
| 3  | Stati Uniti (bandiera) | G     | Bradley Beal    | 1993 | 191  | 94   |
| 4  | Polonia (bandiera)     | C     | Marcin Gortat   | 1984 | 211  | 109  |
| 7  | Stati Uniti (bandiera) | G     | Ramon Sessions  | 1986 | 191  | 86   |
| 8  | Stati Uniti (bandiera) | A     | Rasual Butler   | 1979 | 201  | 98   |
| 9  | Stati Uniti (bandiera) | A     | Martell Webster | 1986 | 201  | 95   |
| 13 | Francia (bandiera)     | A     | Kevin Séraphin  | 1989 | 205  | 120  |
| 14 | Stati Uniti (bandiera) | G     | Glen Rice       | 1991 | 198  | 93   |
| 17 | Stati Uniti (bandiera) | G     | Garrett Temple  | 1986 | 198  | 86   |
| 22 | Stati Uniti (bandiera) | A     | Otto Porter     | 1993 | 206  | 90   |
| 24 | Stati Uniti (bandiera) | G     | Andre Miller    | 1976 | 188  | 91   |
| 34 | Stati Uniti (bandiera) | A     | Paul Pierce     | 1977 | 201  | 107  |
| 42 | Brasile (bandiera)     | AC    | Nenê Hilário    | 1982 | 211  | 118  |
| 43 | Stati Uniti (bandiera) | AC    | Kris Humphries  | 1985 | 206  | 107  |
| 45 | Stati Uniti (bandiera) | C     | DeJuan Blair    | 1989 | 201  | 122  |
| 90 | Stati Uniti (bandiera) | C     | Drew Gooden     | 1981 | 208  | 104  |

## Staff tecnico
- Allenatore: Randy Wittman
- Vice-allenatori: Howard Eisley, Don Newman, Roy Rogers, Pat Sullivan, Don Zierden
- Preparatore atletico: Eric Waters